# Manzana de Dolores
Manzana de Dolores är en ort i Mexiko.   Den ligger i kommunen Ocampo och delstaten Michoacán de Ocampo, i den södra delen av landet, 130 km väster om huvudstaden Mexico City. Manzana de Dolores ligger 2 312 meter över havet och antalet invånare är 270.
Terrängen runt Manzana de Dolores är lite bergig, och sluttar västerut. Runt Manzana de Dolores är det ganska tätbefolkat, med 160 invånare per kvadratkilometer. Närmaste större samhälle är Heróica Zitácuaro, 15,7 km söder om Manzana de Dolores. I omgivningarna runt Manzana de Dolores växer huvudsakligen savannskog.